# Quarterback Challenge
Die Quarterback Challenge war ein jährlich vor dem Beginn der Regular Season stattfindender Wettkampf zwischen den Quarterbacks der National Football League (NFL). In dem Wettbewerb stellten die Spielmacher ihre technischen Fähigkeiten, Wurfkraft und Wurfpräzision unter Beweis. Der im Fernsehen übertragene Wettbewerb steigerte lediglich das Prestige des Siegers. Nach 2007 wurde die Austragung eingestellt.
| Saison | Spieler            | Team                 |
| ------ | ------------------ | -------------------- |
| 2007   | Josh McCown        | Oakland Raiders      |
| 2006   | nicht ermittelt    |                      |
| 2005   | Jake Delhomme      | Carolina Panthers    |
| 2004   | Matt Hasselbeck    | Seattle Seahawks     |
| 2003   | Brad Johnson       | Tampa Bay Buccaneers |
| 2002   | Jeff Garcia        | San Francisco 49ers  |
| 2001   | Trent Dilfer       | Baltimore Ravens     |
| 2000   | Jake Plummer       | Arizona Cardinals    |
| 1999   | Jake Plummer       | Arizona Cardinals    |
| 1998   | Jim Harbaugh       | Baltimore Ravens     |
| 1997   | Vinny Testaverde   | Baltimore Ravens     |
| 1996   | Neil O’Donnell     | New York Jets        |
| 1995   | Randall Cunningham | Philadelphia Eagles  |
| 1994   | Randall Cunningham | Philadelphia Eagles  |
| 1993   | Jeff Hostetler     | Los Angeles Raiders  |
| 1992   | Dan Marino         | Miami Dolphins       |
| 1991   | Dan Marino         | Miami Dolphins       |
| 1990   | Ken O’Brien        | New York Jets        |